# Comodiano
Comodiano (lat.: Commodianus) fue un poeta romano cristiano de época incierta, entre fines del siglo III y comienzos del IV d. C., o bien del siglo V.
Quizá era sirio y nació en Gaza, pues que en una de sus Instructiones se llama Gaseus; otros lo consideran africano o incluso galo. Ninguno de los antiguos habla de él hasta Genadio en el siglo V: lo nombra en su De viris illustribus, 15; dice que se convirtió tras la lectura de libros cristianos y que fue milenarista como Tertuliano y Lactancio. Creía, por tanto, en un inminente reinado de mil años de Cristo y los santos; se muestra intransigente con el Imperio Romano, al que consideraba, como San Juan, representación del Diablo, quizá porque él mismo padeció alguna persecución, tal vez la de Decio. Por otra parte, el Pseudo-Gelasio prohibió la lectura de las obras de Comodiano, que consideraba heréticas (De Libris recipiendis et non recipiendis), y lo tenía por poeta muy mediano. Es una novedad que Comodiano establezca la existencia de dos anticristos: uno de Occidente, que sería un nuevo Nerón, y otro de Oriente, que llegaría desde Persia. 
El conocimiento de la obra de Comodiano es relativamente reciente: en 1649 fueron encontrados dos libros de Instructiones, formado por ochenta poemas acrósticos, y en 1852 el cardenal Pitra descubrió su Carmen apogleticum adversos Iudaeos et Graecos y lo imprimió ese mismo año. Sus similitudes con Tertuliano y su milenarismo lo sitúan probablemente en el siglo III, ya que esta herejía fue difundida entonces en la provincia. Sin embargo, han sido encontradas similitudes textuales entre Commodiano y Cipriano, un escritor del siglo V. Si fuera del siglo III, habría que considerarlo el poeta cristiano en latín más antiguo. Sus obras han sido editadas por Ludwig (Leipzig, 1877-78) y por Dombart (Viena, 1877, en el Corpus Scriptorum Eccles. Latinorum, XV). El Poema contra Marcio, atribuido por algunos críticos a Comodiano, en realidad es obra de un imitador.

## Estilo y fuentes
El estilo de Comodiano resulta rudo en comparación con el de otros poetas cristianos. Desconocía la prosocia y aunque intenta usar el hexámetro dactílico, sólo consigue en realidad 63 entre más de dos mil versos. Procura compensar estos efectos mediante el uso del paralelismo, la rima y la simetría y energía de sus versos. Algunos consideran, sin embargo, que fue el primero en abandonar el metro cuantitativo clásico. Emplea como fuentes la Biblia, principalmente el Apocalipsis, los Profetas y el cuarto Libro de Esdrás. También el tercer libro de los Oráculos sibilinos o de la Sibila, como Tertuliano, Minucio Félix, Cipriano y Lactancio. Toma algunos sintagmas y estilemas sobre todo de Virgilio, aunque también de Terencio, Horacio, Cicerón y Lucrecio. Ideológicamente milenarista, también profesa diversas herejías sobre la Santísima Trinidad: la  monarquiana (partidaria de la unidad de las tres personas) y la  patripasiana o modalista, para la que el único Dios se manifiesta de tres modos distintos, como Padre, como Hijo y como Espíritu Santo.

## Obras
Pueden encontrarse en el volumen CLXVI de la Patrología latina de Migne.
- Instructiones adversus gentium deos, poemas acrósticos en dos libros. En el libro I el poeta ataca violentamente a los paganos y judíos; en el libro II imparte consejos e instrucciones a los fieles usando el artificio del acróstico.

- Carmen apologeticum o Carmen de duobus populis (Canto apologético o de los dos pueblos), una especie de catecismo rimado.